# Jiang Jiehua
Jiang Jiehua (chinesisch 江杰華 / 江杰华, Pinyin Jiāng Jiéhuá; * 15. April 1996) ist ein chinesischer Leichtathlet, der sich auf den Sprint spezialisiert.

## Sportliche Laufbahn
Erste internationale Erfahrungen sammelte Jiang Jiehua 2019 bei der Sommer-Universiade in Neapel, bei der er im 200-Meter-Lauf bis in das Halbfinale gelangte und dort mit 21,41 s ausschied. Zudem gewann er mit der chinesischen 4-mal-100-Meter-Staffel in 39,01 s die Silbermedaille hinter der japanischen Mannschaft.

## Persönliche Bestzeiten
- 100 Meter: 10,55 s (+1,5 m/s), 15. Juni 2018 in Guiyang
  - 60 Meter (Halle): 6,68 s, 27. Februar 2019 in Xi’an
- 200 Meter: 21,00 s (+1,5 m/s), 31. Mai 2019 in Luoyang
  - 200 Meter (Halle): 22,13 s, 28. Februar 2019 in Xi’an